# William Donkin
William Donkin (anglès: William Fishburn Donkin)  (Bishop Burton, 15 de febrer de 1814 - Oxford, 15 de novembre de 1869) va ser un astrònom i matemàtic anglès.

## Vida i obra
Nascut en una família culta i afable, el noi va destacar molt aviat per la seva facilitat per aprendre i per les seva ganes de fer-ho. El 1829 la família es va traslladar a York i el jove va estudiar a St Peter's School on va progressar ràpidament en l'estudi dels clàssics. El 1832 es va matricular al St Edmund Hall de la universitat d'Oxford, en el que es va graduar el 1834.
Des de 1834 fins a 1843 va se fellow del University College (universitat d'Oxford) i va fer les seves primeres publicacions d'astronomia i de música (un tema que sempre el va interessar). El 1842 va ser nomenat catedràtic savilià d'astronomia, càrrec que va mantenir fins la seva mort el 1869. Tot i ser catedràtic d'astronomia estava més interessat per les matemàtiques que per les observacions: els seus treballs versen sobre el mètode dels mínims quadrats, sobre la mecànica hamiltoniana, sobre l'equació de Laplace i les seves solucions, sobre l'acceleració del moviment de la Lluna i, finalment, sobre l'acústica (per la seva afició a la música), tema sobre el que va deixar un tractat inacabat, que es va publicar de forma pòstuma.
Tenen força interès els seus treballs sobre les transformacions canòniques de 1854-1855, en els que segueix les idees de Jacobi, probablement sense conèixer-les. També va ser bastant actiu fent de revisor dels articles que es presentaven a les Philosophical Transactions.